# 아와지국

아와지 국

아와지국(淡路国 아와지노쿠니[*])은 난카이도에 위치한 일본의 옛 구니이다. 현재의 효고현 아와지섬과 누시마 섬에 해당한다. 단슈(淡州)라고도 한다.

## 연혁
「淡道」로 표기되기도 한다. 《일본서기(日本書紀)》 덴무 천황(天武天皇) 4년(675년)조에 이미 구니의 이름이 등장하는 것으로 보아 7세기에 성립되었다고 추정된다. 쓰나(津名), 미하라(三原)의 2군으로 구성되어 있었다.
《고사기(古事記)》에는 일본 열도에서 최초로 생겨난 섬이라고 기록되어 있으며, 이자나기의 이름을 딴 이자나기 신궁(伊弉諾神宮)이 소재하고 있다.
율령제(律令制)가 시행된 뒤에는 와카사 국(若狹國) ・ 시마 국(志摩國)처럼 전답 면적이 적음에도 불구하고 한 구니로서 성립되었다는 점에서 아와지 국의 특수성을 찾아볼 수 있다. 와카사와 시마, 아와지는 《엔기시키(延喜式)》나 헤이조쿄(平城京) 등에서 발견된 목간(木簡)에 따르면 조용조(租庸調)에 더해 니에(贄)로 불린 해산물(나아가 곡류 이외의 부식물)을 내선사(內膳司, 천황가와 조정의 음식을 관리하던 곳)에 직접 바쳤던 지역이었다. 이를 미케쓰쿠니(御食國)라고 한다.
아와지의 경우는 송사리를 니에로서 바치도록 했는데, 아와지 국은 아마(海人)라 불리던 뱃사람들을 거느리고 다카하시 씨(高橋氏)와 더불어 내선사의 지위를 다투었던 아즈미 씨(阿曇氏)가 지배하던 지역이었다. 아와지 국에서 바치는 니에는 당시 수도와는 왕복 7일의 거리였고 배를 통해 옮겨졌다.
덴표쇼호(天平寶字) 8년(764년) 10월, 고모 고켄 천황에 의해 유폐되고 이어 폐위당한 준닌 천황(淳仁天皇)은 「아와지 국의 기미(公)」로서 이곳에 유배당했는데, 그가 유폐되었다는 아와지의 이치노인(一院)이 현재 어디를 가리키는 것인지는 알 수 없다. 준닌 천황의 산릉(山稜) 또한 이곳에 조성되었는데, 《엔기시키》 제능료(諸稜寮) 항목에는 그 능이 「아와지 국 미하라 군」에 있다고 기록되어 있으나, 그 위치에 대해서조차 여러 설이 있어 확정할 수 없다.
오닌의 난 이후 여러 구니의 슈고(守護)는 차츰 슈고 다이묘(守護大名)로서 현지 영주화되었고, 이들 슈고다이묘조차도 시대를 내려가면서 슈고직을 가신(家臣)이나 슈고다이(守護代), 고쿠진(国人)에게 빼앗기는 일이 빈번했는데, 아와지 국의 역대 슈고였던 호소카와 씨(細川氏)의 경우는 슈고다이, 고슈고, 고쿠진도 슈고를 압도할 정도로 성장하지 못했고 슈고직을 다른 사족(士族)에 빼앗기는 일도 없었던 것으로 보인다. 다만 마지막 슈고로 여겨지는 호소카와 히사하루(細川尙春)는 미요시 유키나가(三好之長)에 의해 살해되었다.

## 인물

### 고쿠시(国司)

#### 아와지노카미(淡路守)
- 미스케노 사네오(御輔真男)、조와(承和) 8년(841년) 임관
- 도모노 유키토모(伴益友)、덴난(天安) 2년(858년) 임관
- 미요시 우지요시(三善氏吉)、조간(貞観) 원년(859년) 임관
- 도키미치노 모로에(時統諸兄)、조간 5년(863년) 임관
- 요시미치노 쓰구네(善道継根)、조간 9년(867년) 임관
- 도모노 사다무네(伴貞宗)、간교(元慶) 5년(881년) 임관
- 사에키 기요우지(佐伯清氏)、닌나(仁和) 3년(887년) 임관
- 미나모토노 요리치카(源頼親)
- 미요시 다메나가(三善為長)、엔큐(延久) 4년(1065년) 임관
- 다이라노 노리모리(平教盛)、닌표(仁平) 원년(1151년) 임관
- 다이라노 무네모리(平宗盛)、에이랴쿠(永暦) 원년(1160년) 임관

### 슈고(守護)

#### 가마쿠라 막부(鎌倉幕府)
- 1190년～1193년 - (오노小野 성) 히로야마 도키히로(横山時広)
- ？～1200년 - 사사키 쓰네타카(佐々木経高)
- 1200년～1213년 -(오노 성) 히로야마 도키카네(横山時兼)
- 1213년～1221년 - 사사키 쓰네타카
- 1221년～1230년 - 나가누마 무네마사(長沼宗政)
- 1230년～1243년 - 나가누마 도키무네(長沼時宗)
- 1258년～1283년 - 나가누마 무네야스(長沼宗泰)
- 1283년～1299년 - 나가누마 무네히데(長沼宗秀)
- 1331년～1333년 - 나가누마 히데유키(長沼秀行)

#### 무로마치 막부(室町幕府)
- 1336년～1348년 - 호소카와 모로우지(細川師氏)
- 1348년～1387년 - 호소카와 우지하루(細川氏春)
- 1387년～1392년 - 호소카와 미쓰하루(細川満春)
- 1398년～？ - 호소카와 미쓰토시(細川満俊)
- 1402년～1404년 - 호소카와 미쓰히사(細川満久)
- 1407년～1441년 - 호소카와 미쓰토시(細川満俊)
- 1446년～？ - 호소카와 모치치카(細川持親)
- 1467년～1485년 - 호소카와 나리하루(細川成春)
- 1485년～1519년 - 호소카와 히사하루(細川尚春)

### 센고쿠 다이묘(戦国大名)
- 미요시 씨(三好氏)
  - 아타케 씨(安宅氏)
  - 노구치 씨(野口氏)
  - 다무라 씨(田村氏)
- 도요토미 정권(豊臣政権)
  - 센고쿠 히데히사(仙石秀久)
  - 와키자카 야스하루(脇坂安治)
  - 가토 요시아키(加藤嘉明)

### 무가관위로써의 아와지노카미

#### 에도 시대(江戸時代) 이전
- 나가누마 무네마사(長沼宗政)
- 가네이 히데카게(金井秀景)
- 사사키베 시게마사(雀部重政)
- 호소카와 모로우지
- 호소카와 나리하루
- 호소카와 히사하루
- 와키자카 야스하루

#### 에도 시대
- 하리마 다쓰노번주(播磨龍野藩主)
  - 와키사카 야스테루(脇坂安照)、제2대 번주
  - 와키사카 야스즈미(脇坂安清)、제3대 번주
  - 와키사카 야스오키(脇坂安興)、제4대 번주
  - 와키사카 야스치카(脇坂安親)、제7대 번주
  - 와키사카 야스오리(脇坂安宅)、제9대 번주・로주(老中)
- 미노 오가키 신덴번주(美濃大垣新田藩主)
  - 도다 우지시게(戸田氏成)、초대 번주
  - 도다 우지후사(戸田氏房)、제2대 번주
  - 도다 우지유키(戸田氏之)、제3대 번주
  - 도다 우지키요(戸田氏養)、제4대 번주
  - 도다 우지히로(戸田氏宥)、제6대 번주
  - 도다 우지야스(戸田氏綏)、제7대 번주
  - 도다 우지요시(戸田氏良)、제8대 번주
- 시나노 스자카번주(信濃須坂藩主)
  - 호리 나오시게(堀直重)、초대 번주
  - 호리 나오마스(堀直升)、제2대 번주
  - 호리 나오히데(堀直英)、제5대 번주
  - 호리 나오카타(堀直堅)、제7대 번주
  - 호리 나오오키(堀直興)、제10대 번주
  - 호리 나오타케(堀直武)、제21대 번주
- 히젠 고토번주(肥前五島藩主)
  - 고토 하루마사(五島玄雅)、초대 번주
  - 고토 모리토시(五島盛利)、제2대 번주
  - 고토 모리카쓰(五島盛勝)、제4대 번주
  - 고토 모리미치(五島盛道)、제7대 번주
- 미카와 가리야번(三河刈谷藩) 도이(土井) 가문
  - 도이 도시모치(土井利以)、제5대 번주
  - 도이 도시스케(土井利祐)、제7대 번주
  - 도이 도시노리(土井利教)、제9대 번주
- 빗추 아시모리번(備中足守藩) 기노시타(木下) 가문
  - 기노시타 도시마사(木下利当)、제3대 번주
  - 기노시타 도시사다(木下利貞)、제4대 번주
  - 기노시타 도시토라(木下利彪)、제8대 번주
- 에도 시대 외
  - 마에다 도시쓰구(前田利次)、엣추 도야마번주(越中富山藩主)
  - 도이 도시쓰네(土井利庸)、미카와 니시오번주(三河西尾藩主)
  - 혼다 다다치카(本多忠周)、미카와 아시스케번주(足助藩主)
  - 미즈노 시게요시(水野重良)、기이 니노미야번주(紀伊新宮藩主)
  - 미즈노 시게아키라(水野重期)、니노미야 번주
  - 도리이 다다후사(鳥居忠房)、가이 다니무라번주(甲斐谷村藩主)
  - 하치스카 무네카즈(蜂須賀宗員)、아와 도쿠시마번주(阿波徳島藩主)
  - 하치스카 모치아키(蜂須賀茂韶)、도쿠시마 번주
  - 마쓰다이라 야스테루(松平康映)、이즈미 기시와다번(和泉岸和田藩)、사쓰마 야마사키번(山崎藩)、이와미 하마다번주(石見浜田藩主)

## 군
- 쓰나군(일본어판)(津名郡)
- 미하라 군(三原郡)